# 사나이 가는 길에
사나이 가는 길에는 1972년 공개된 대한민국의 영화이다.

## 배역
- 박노식
- 신성일
- 허장강
- 전계현
- 김순복
- 최병철
- 유하나
- 전숙
- 박예숙
- 석귀녀
- 김소영
- 남방운
- 김문주
- 장일식
- 김왕국